# Stanisław Malinowski (duchowny)
Stanisław Malinowski – polski duchowny rzymskokatolicki.
Został duchownym katolickim. Pełnił funkcję proboszcza Parafii św. Mikołaja w Niebieszczanach od 1895 do 1906. Po śmierci ks. proboszcza Bolesława Wodyńskiego 29 sierpnia 1906 został proboszczem Parafii św. Mikołaja w Zaleszanach, w listopadzie 1906 instytuowany na ten urząd; sfinalizował starania poprzednika budowy tamtejszego kościoła, konsekrowanego w 1912.
Został członkiem założonej 11 stycznia 1903 w Sanoku pierwszej filii lwowskiego Towarzystwa Chowu Drobiu, Gołębi i Królików. Jako działacz oddziału Towarzystwa Gospodarskiego Ziemi Sanockiej do 1903 był członkiem rady ogólnej TG we Lwowie.
Na początku 1912 władca Austro-Węgier Franciszek Józef I odznaczył ks. Malinowskiego Złotym Krzyżem Zasługi z koroną.
Po wybuchu I wojny światowej i wkroczeniu do Zaleszan armii carskiej w 1915 ks. Malinowski został aresztowany i deportowany w głąb Imperium Rosyjskiego. W tym roku przebywał w Permie.
W 1916 otrzymał przywilej noszenia rokiety i mantoletu kanonickiego.
Na początku 1925 pozostając proboszczem w Zaleszanach został mianowany administratorem excurrendo w Gorzycach na czas choroby tamtejszego proboszcza.